# 乾清宫

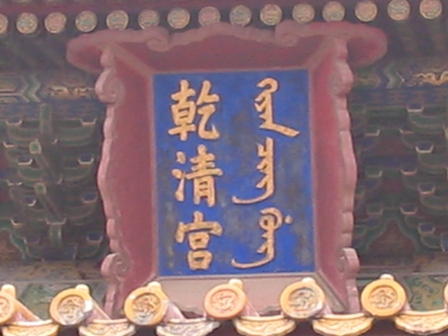
乾清宫匾额

39°55′12″N 116°23′49″E / 39.920093°N 116.396865°E
乾清宫（穆麟德轉寫：kiyan cing gung）是北京故宫内廷后三宫之一。乾清宮是康熙辦公的地方。

## 历史

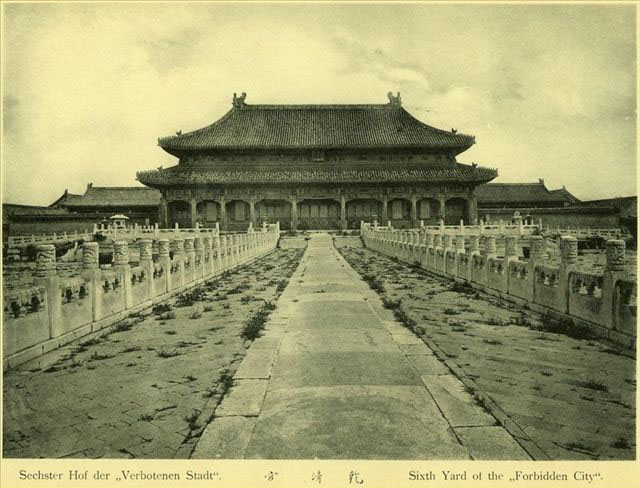
1900年的乾清宫

乾清宫与坤宁宫分别为传统意义上的帝、后寝宫。乾、坤分别为《周易》中的卦名，乾表天，坤表地。《道德经》第三十九章：“天得一以清，地得一以寧。”是謂“乾清坤寧”。“乾清”為天有道，則星斗不亂、四時有序。
乾清宫始建于明朝永乐十八年（1420年）。永乐二十年（1422年）毁于火灾。正统五年（1440年）重修竣工。正德九年（1514年）正月十六日晚放煙火不慎，将乾清宫和坤宁宫同时烧毁，正德十四年（1519年）重建乾清宫和坤宁宫。万历二十四年（1596年）乾清宫和坤宁宫又被烧毁，万历二十六年（1598年）重建竣工。清兵入关以后，乾清宫在顺治十二年（1655年）重修。清朝嘉庆二年（1797年）乾清宫发生火灾被烧毁，嘉庆三年（1798年）重建，现存的乾清宫便是此次重建后的形制。

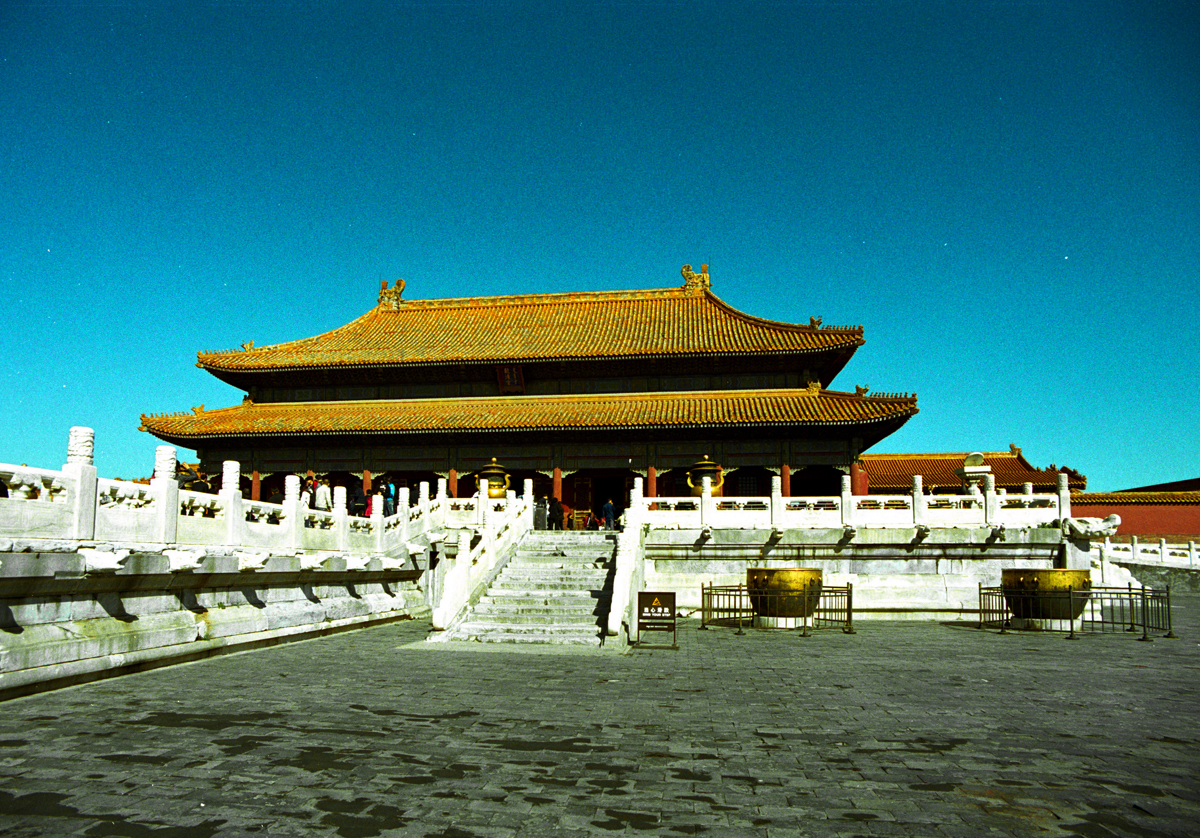
乾清宫

关于明朝正德九年正月十六日晚发生的火灾，《武宗实录》载，“正德九年正月庚辰。上自即位以来，每岁张灯为乐，所费以致万计。库贮黄白蜡不足，复令所司买补之。及是宁王宸濠别为奇巧以献，遂令所遣人入宫悬挂。传闻皆附着柱壁，辉煌如昼。上复于宫廷中，依檐设毡幙而贮火药于中，偶弗戒，遂延境宫殿，自二鼓至明，俱尽。火势炽盛时，上犹往豹房省视，回顾光焰烛天，戏谓左右曰：‘是好一棚大烟火也！’”

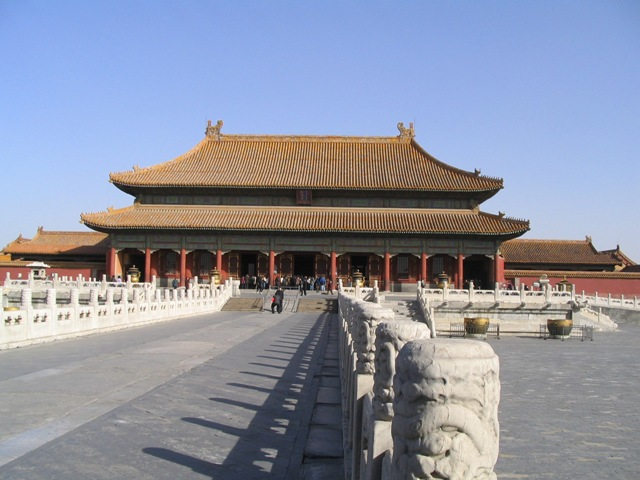
乾清宫

乾清宫的建筑规模居内廷之首。明朝，乾清宫是皇帝寝宫，自永乐帝至崇祯帝共14位皇帝曾在此居住。因宫殿高大，空间过敞，明朝皇帝在此居住时曾将该殿分隔为数室。根据记载，明朝乾清宫有暖阁九间，分为上下两层，共置坐臥之床27张，后妃们得以来此进御。万历帝的郑贵妃为了争当皇太后而搞出的“红丸案”、泰昌妃李选侍争当皇后而移居仁寿殿的“移宫案”，均是在乾清宫发生。明朝，乾清宫也曾经用作皇帝守丧之处。
清朝順治元年正月重建至順治二年五月成，為后妃居所。順治十二年正月照明代規制重建，順治十三年七月建成，始作皇帝寝宮，因建築品質低下經雨輒漏，順治十七年三月放棄使用。康熙八年與太和殿、交泰殿同時重建，因康熙十八年北京地震，康熙十九年再次重建，同時間太和殿等建築遭火災，因大木難尋，縮編每間寬度，面寬由七間改為九間。仍作為皇帝寝宫。自雍正帝移住养心殿后，乾清宫即改作皇帝召见廷臣、处理政务、批阅奏章、接见外藩属国陪臣、岁时受贺、举办宴筵的场所。一些日常办事机构，其中包括皇子读书的上书房，也迁入乾清宫周围的庑房。

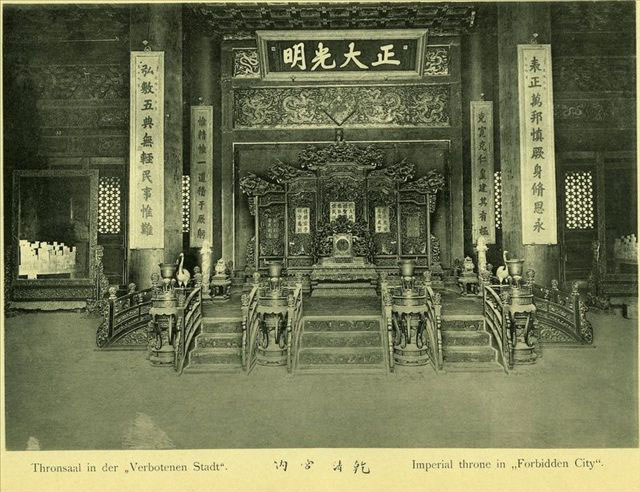
1900年乾清宫内景

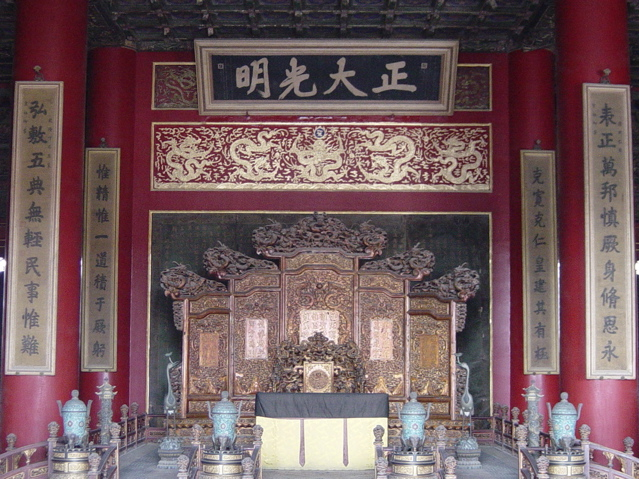
2004年乾清宫内景

清朝皇帝曾在乾清宫举行过两次千叟宴。第一次在康熙六十一年（1722年），第二次在乾隆五十年（1785年）。第二次规模最大，有三千多位六十岁以上的老人参加了乾隆帝（七十五岁）举办的宴会，包括大臣、官吏、军士、民人、工匠等等。宴会时，乾隆帝召集一品大臣和年龄九十岁以上的老人到御座前赐酒，并赐予每人拐杖以及其他礼品。宴会上，众人联句赋诗三千四百多首，以显示“普天同庆，共享升平”，起到安抚民心的作用。
乾清宫也是清朝皇帝停靈、暫厝梓宮之处。世祖、圣祖、世宗、高宗、仁宗、宣宗、文宗、穆宗和德宗均停靈于乾清宫。停靈时间长短不一。按规定仪式祭奠后，再转停到景山观德殿等处，最后选定日期出殡，葬入清东陵或清西陵。
明朝時，乾清宫高懸“敬天法祖”匾，至清朝時，改掛清世祖御書“正大光明”匾。匾上“正大光明”四字最初是顺治帝御书，康熙帝和乾隆帝都曾临摹，目前的版本是乾隆帝临摹的。雍正元年（1723年），雍正帝曾经下诏，密建皇储的建储匣，存放在乾清宫“正大光明”匾后面。皇帝秘密选定并御笔亲书的写有皇位继承人名字的文书，一式二份，一份放在皇帝身边，一份放在建储匣内。皇帝殡天后，在王公大臣的公証下，由秘密指定的皇子即位。此为秘密立储制度。此制度到咸丰帝时，因咸丰帝只有一个儿子而无法执行。往后的同治帝和光绪帝也無子，故未再执行此制度。

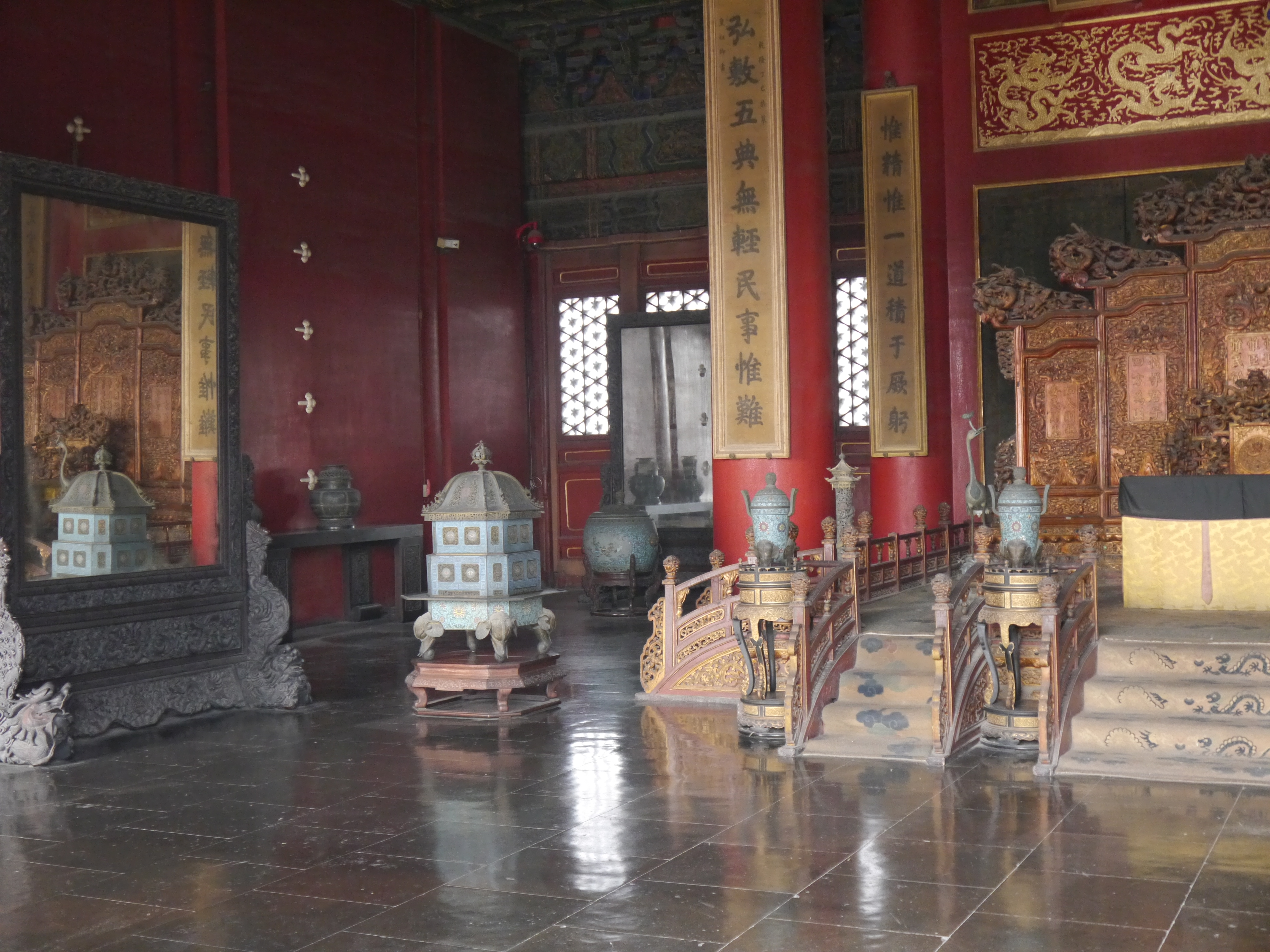
乾清宫明间与西次间

光绪三十二年（1906年），光绪帝在乾清宫接受奥匈帝国和法国两国使臣的国书。
乾清宫内现为宫廷生活原状陈列。

## 建筑

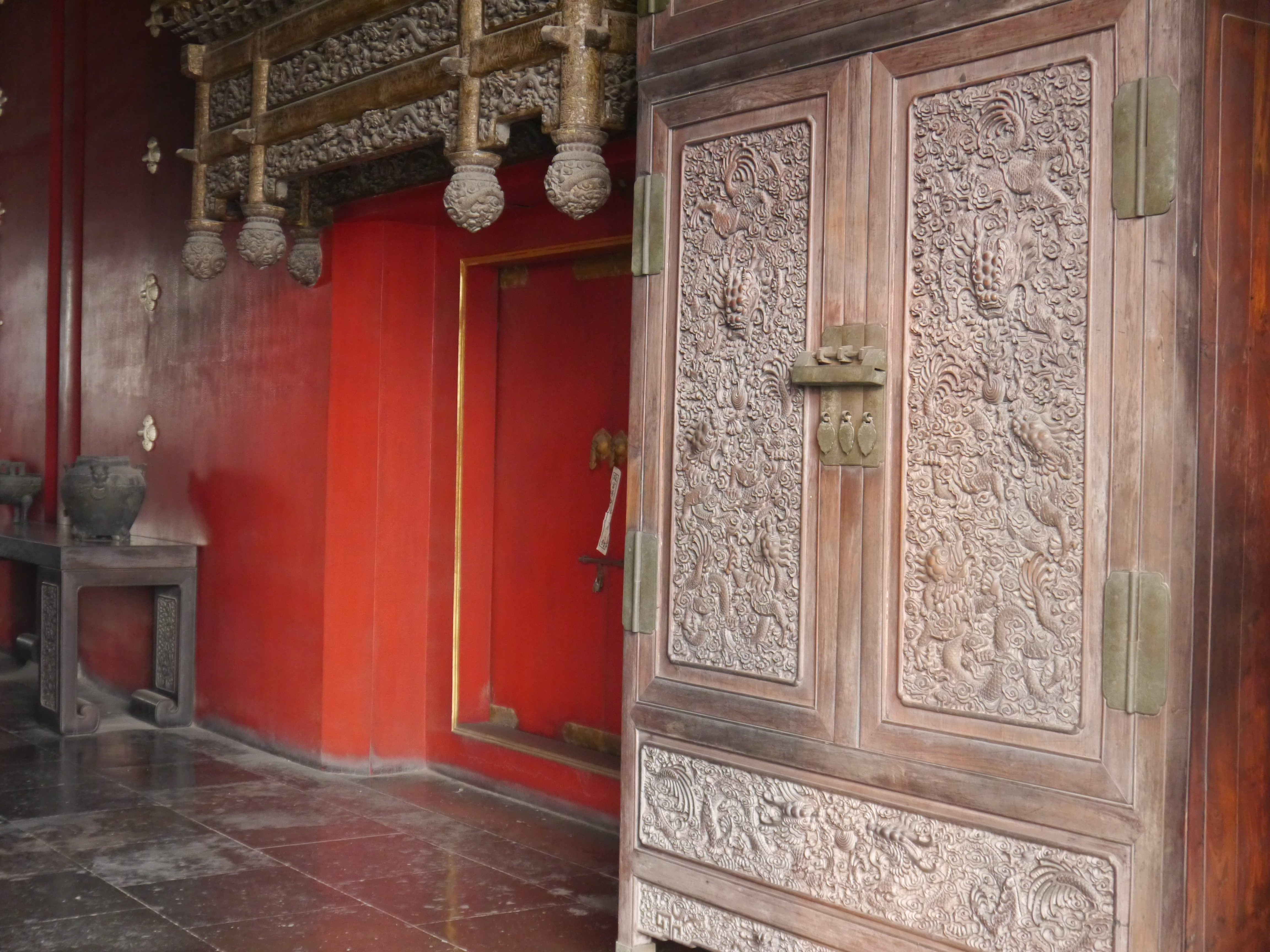
乾清宫东次间东墙上的门，通往东两梢间的暖阁。门内南侧靠墙是柜子，北侧靠墙是条案。

乾清宫连廊面阔九间，进深五间，建筑面积1400平方米。重檐庑殿顶，上覆黄琉璃瓦。乾清宫坐落在单层汉白玉台基上，自台面至正脊高20余米。乾清宫的尺度比太和殿小很多。乾清宫的檐角置有九个脊兽，檐下上层为单翘双昂七踩斗栱，下层为单翘单昂五踩斗栱，饰有金龙和玺彩画，安有三交六椀菱花隔扇门窗。

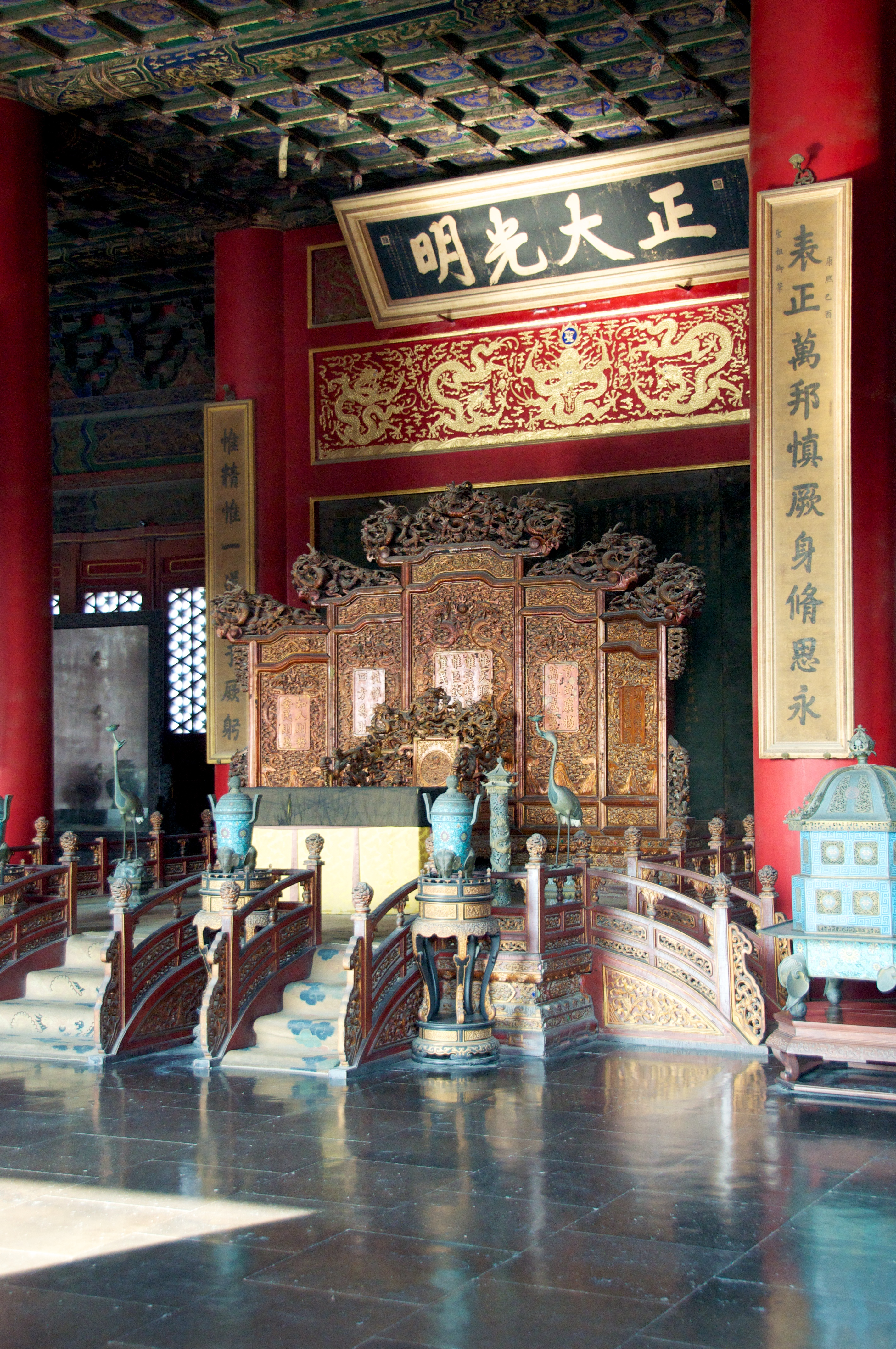
乾清宫内景

乾清宫内明间、东西次间相通，明间前檐减去金柱，梁架结构是减柱造形式，以便扩大室内的空间。殿内铺墁金砖。后檐两金柱之间设屏，屏前设有宝座，宝座上方悬挂“正大光明”匾。东西两梢间是暖阁，后檐设有仙楼，东西尽间是穿堂，向北可通往交泰殿、坤宁宫。

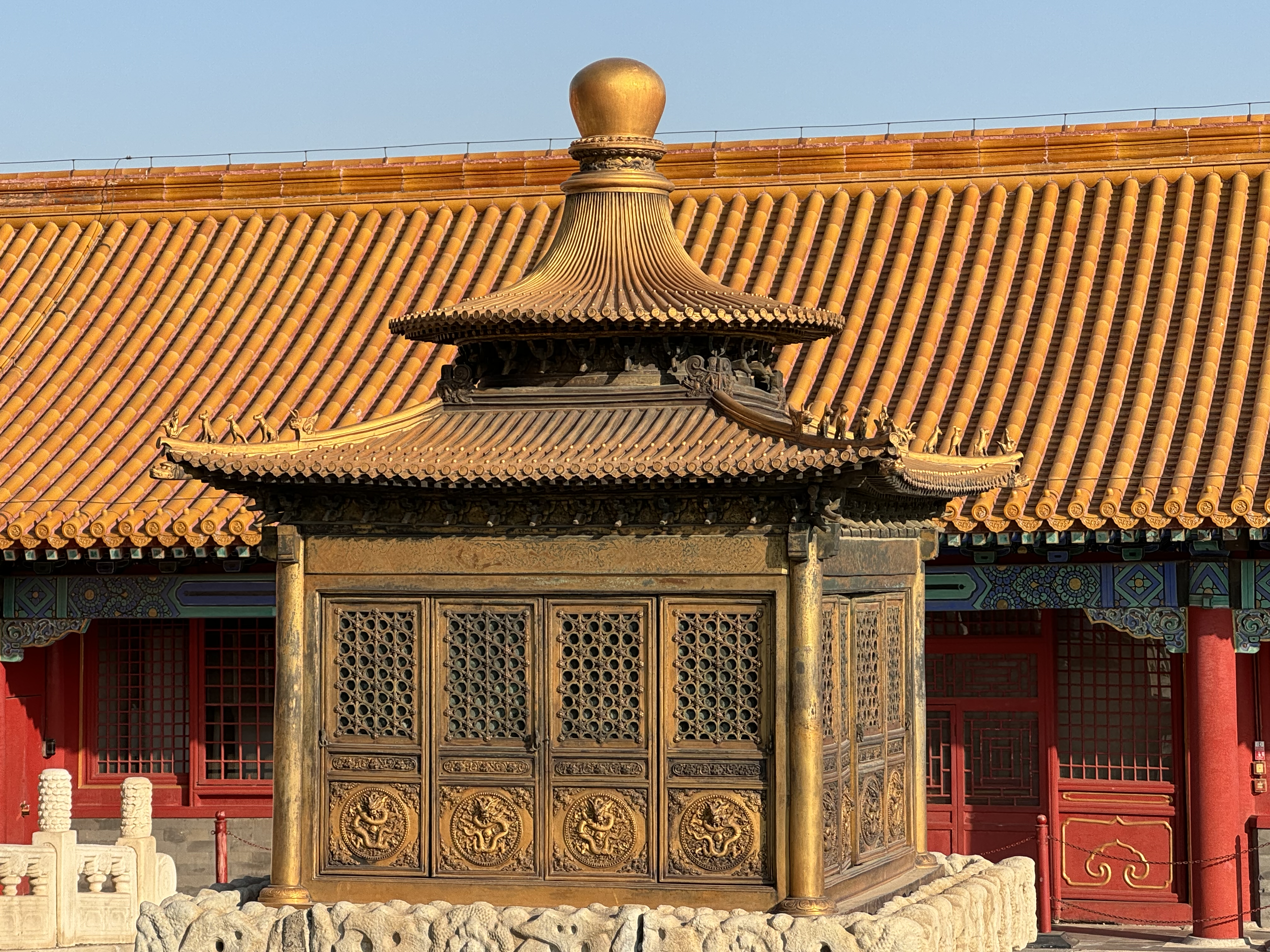
乾清宫殿前的社稷江山金殿

乾清宫由于在嘉庆二年（1797年）被焚毁，此前的对联、匾额也全部被毁，所以重建后皆用乾隆帝題文來补题全部对联、匾额。宝座上方悬掛顺治帝御题“正大光明”匾（後由乾隆帝臨摹）。宝座两侧柱子上悬挂乾隆帝临摹的康熙帝御题对联：“表正万邦，慎厥身修思永；弘敷五典，无轻民事惟难。”上联意思是：皇帝是“万邦”之表率，需谨慎修身，一心要持之以恒。下联意思：要弘大五典五常，维系伦理观念，不要轻率处理民众力役之事，要慎重考虑其中的艰难。该对联后侧的柱子上另有一副乾隆帝御题对联：“克宽克仁，皇建其有极；惟精惟一，道积于厥躬。”
乾清宫前有宽敞的丹墀（月台），丹墀左右各有一对铜龟、铜鹤，另外还有日晷、嘉量，丹墀前设鎏金香炉4座，正中出丹陛，接高台甬路连接乾清门。在丹陛下方，以及丹墀左右两个前出踏跺下，各有一个涵洞式通道，三者连成一条直线，俗称“老虎洞”。由于乾清宫院落被高台甬路从中央分隔成东西两半，皇帝的内侍不得登上高台甬路，若想横穿，只好在“老虎洞”中穿行。“老虎洞”也是其他内侍在东六宫、西六宫之间往来的近路。

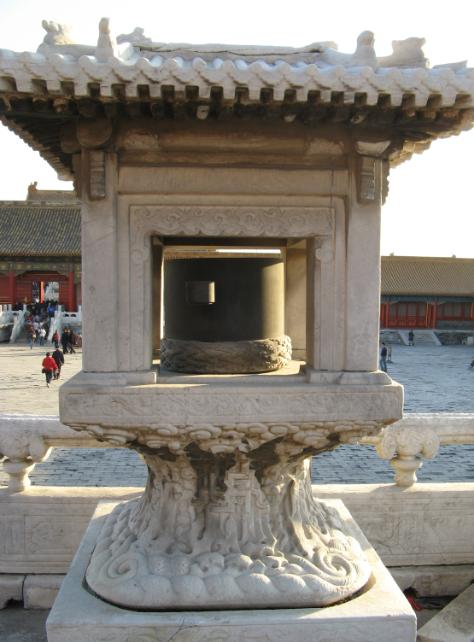
乾清宫前西侧的嘉量

乾清宫丹墀外的东西两侧各有一座文石台，台上置社稷江山金殿。文石台下面有石基，平面呈正方形，每边长为556厘米，高30厘米。四周环绕白石栏杆，南面出一步台阶。白石栏杆的形制和乾清宫等处的石栏不同，其地柎仿须弥座中的下枭式样，浅雕伏莲，栏板上浅雕菱形、卷草图案，望柱头雕有狮子。
乾清宫丹墀中央有一对万寿灯。丹陛下的一对社稷江山金殿外侧，有一对天灯。清朝时，将万寿灯、天灯插在石制的灯座内。现在未插放万寿灯、天灯，游客仅可见到灯座。乾隆五十一年二月（1786年），“宁寿宫皇极殿前照乾清宫殿前安竖天灯二座、万寿灯二座。”这样皇极殿前也有了天灯、万寿灯。
乾清宫东西两侧有耳殿：
- 昭仁殿：为东耳殿。清朝康熙帝曾在此居住，乾隆时改为皇帝的私人藏书处，乾隆帝题有匾额“天禄琳琅”。
- 弘德殿：为西耳殿。是皇帝传膳的办事处。[2]

## 东西两庑
自乾清门至坤宁门，有东庑、西庑将整个后三宫包围。两庑中开有多个门通往后三宫院落外。乾清门内东侧折而转北到坤宁门东为东庑，有门5座，自南至北依次为日精门、龙光门、景和门、永祥门、基化门。乾清门内西侧折而转北到坤宁门西为西庑，有门5座，自南至北依次为月华门、凤彩门、隆福门、增瑞门、端则门。其中，日精门、月华门位于乾清宫前东西两侧，寓有“乾坤日月明，四海皆升平”之意：
- 日精门：位于乾清宫前东侧，坐西朝东。
- 月华门：位于乾清宫前西侧，坐东朝西。
- 龙光门：位于昭仁殿东侧，坐西朝东。
- 凤彩门：位于弘德殿西侧，坐东朝西。
- 景和门：位于交泰殿东侧，坐西朝东。
- 隆福门：位于交泰殿西侧，坐东朝西。
- 永祥门：位于坤宁宫东暖殿东侧，坐西朝东。
- 增瑞门：位于坤宁宫西暖殿西侧，坐东朝西。
- 基化门：位于坤宁宫东北侧，坐西朝东。
- 端则门：位于坤宁宫西北侧，坐东朝西。[2]

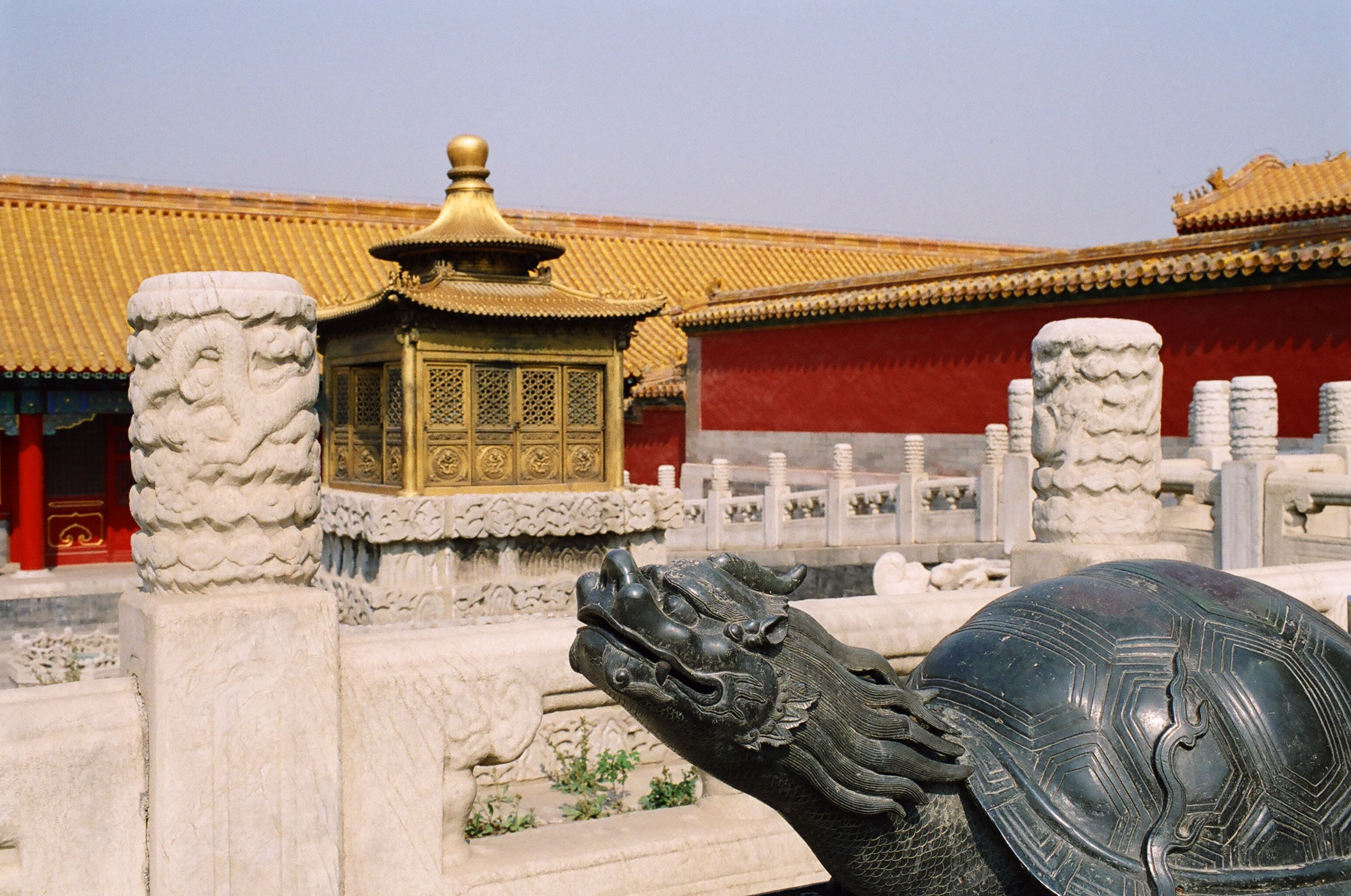
乾清宫前月台西侧的铜龟。后面是社稷江山金殿。远处自右向左的红墙是弘德殿院落的南墙，自左向右的庑房为西庑。西庑有一红色的门被左侧汉白玉望柱遮挡，那是懋勤殿附房的门。

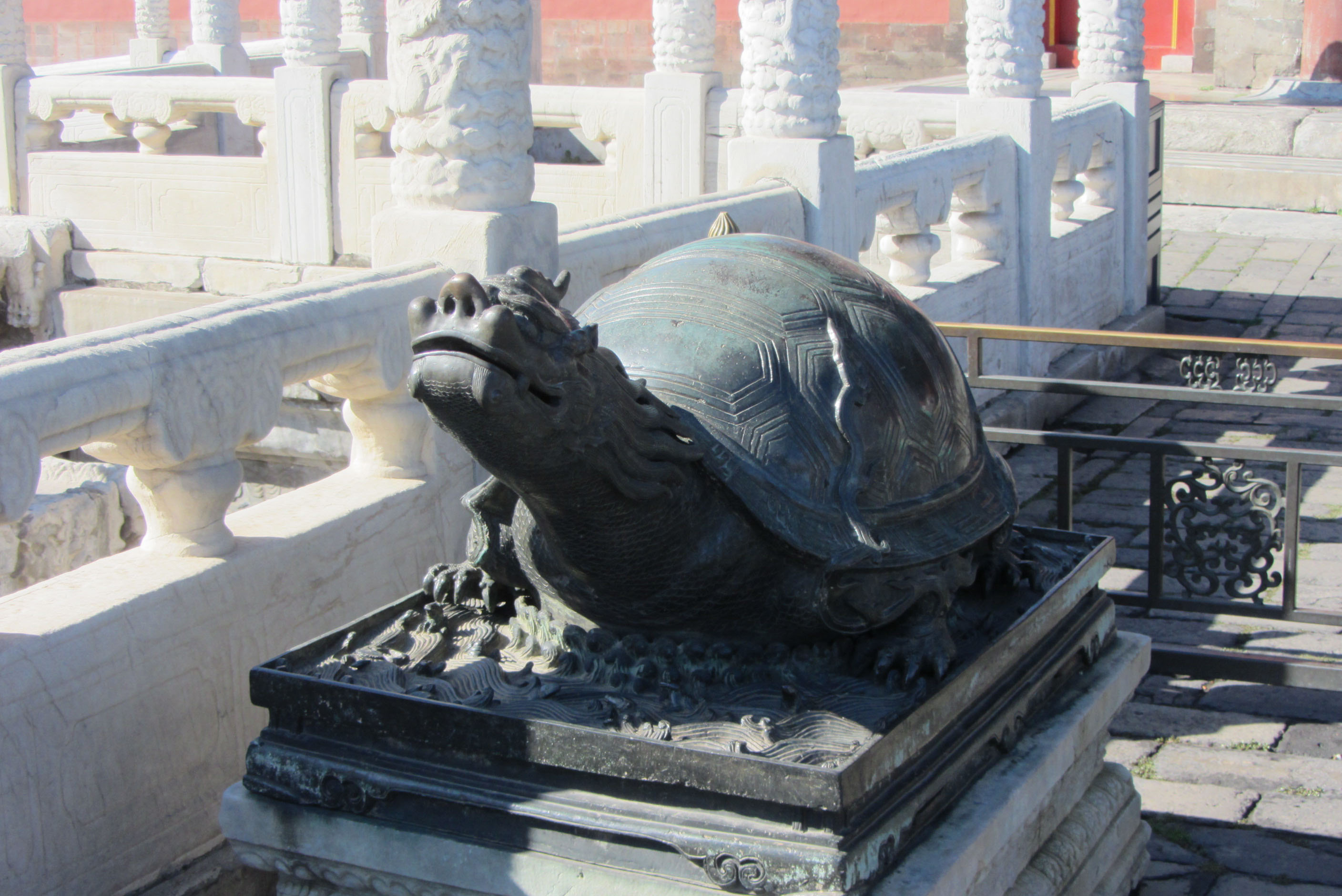
乾清宫前月台西侧的铜龟

乾清宫东西两侧的昭仁殿、弘德殿各成一个小院落，院落的南墙分别向东、西延伸，将东西两庑从中分隔，形成了自乾清门至乾清宫的独立院落。该院落内的东西两庑中，清朝设有服务皇帝办公及生活事务的各类小型机构。乾清门左右两侧各有庑房七间，日精门、月华门以南各有庑房四间，日精门、月华门以北各有庑房九间，共计庑房40间。
乾清宫东庑（乾清门与乾清宫之间的东庑）自北至南依次为：
- 御茶房：东庑最北三间，门向西开在明间。房内曾有康熙帝御题“御茶房”匾额。此处是专供皇帝御用的茶房。太后、皇后、皇子们另有各自的茶房。御茶房供应皇帝用的茗饮、奶茶、果品及宫中各处供品，参与备办节令宴席。[10]
- 端凝殿：御茶房南侧东庑三间，门向西开在明间，门前有台阶。门上悬挂“端凝殿”匾额。殿内曾有康熙帝御题“执事”匾额。该殿和西庑的懋勤殿对应。两殿只是取了殿名，但并不具有殿的建筑形制。[2][10]
- 自鸣钟处：端凝殿南侧东庑三间，门向西开在明间。是清朝存放自鸣钟之所。室内曾有康熙帝御题“敬天”匾额，两侧是乾隆帝御题对联：“帘萦香篆斋心久，座殷钟声问夜遥。”此处清朝还曾贮藏康熙帝、雍正帝、乾隆帝所用的砚墨。[10]
- 日精门：自鸣钟处南侧，御药房北侧，门向东开。门外即东一长街。[10]
- 御药房：日精门南侧东庑三间，门向西开。房内曾有康熙帝御题的两块匾额，一为“药房”，一为“寿世”。房内曾供奉药王神位，同治帝、光绪帝都曾来此行香。[10]御药房隶属内务府，掌管皇帝、后妃用药。御药房太监们负责带御医赴各宫诊病、煎药以及安置御医夜间在御药房值班。[10]除乾清宫御药房外，宁寿宫、慈宁宫、钟粹宫、寿康宫、寿安宫都设有药房，并设值班太医，总称“宫中六值”。
- 祀孔处：东庑最南一间及南庑最东两间，门向北开在西梢间，门前有台阶。供奉至圣先师孔子及先贤、先儒神位。室内曾有乾隆帝御题“与天地参”匾额，两侧对联：“开洙泗心传，圣由天纵；集唐虞道统，德合时中。”乾隆帝每年元旦，三更起身到祀孔处，向孔子等神位行礼。每天黎明时，上书房师傅来此行礼。皇子们入学上书房时，先要来此祭祀孔子。[10]
- 上书房：乾清门东侧南庑五间，门向北开在明间。上书房是皇子、皇孙肄业处。房内曾有乾隆帝御题“养正毓德”匾额，雍正帝御题对联：“立身以至诚为本，读书以明理为先。”乾隆帝御题对联：“念终始典于学，于缉熙单厥心。”1909年至1912年间，宣统帝之父载沣任摄政王时，曾将上书房用作其官署。[10]

乾清宫东庑于2006年开始举办常设展览“龙凤呈祥——清帝大婚庆典展”，展览由“鸾鸣凤和”、“礼重仪隆”、“文华物盛”、“乾坤交泰”四部分组成。后闭展。
乾清宫西庑（乾清门与乾清宫之间的西庑）自北至南依次为：
- 懋勤殿附房：西庑最北三间，门向东开在明间。
- 懋勤殿：懋勤殿附房南侧西庑三间，门向东开在明间，门前有台阶。门上悬挂“懋勤殿”匾额。殿内曾有乾隆帝御题“基命宥密”匾额。该殿和东庑的端凝殿对应。两殿只是取了殿名，但并不具有殿的建筑形制。康熙帝幼时曾在此读书，后为内廷翰林兼直之所，贮藏图史翰墨之具。懋勤殿也是清朝皇帝每年勾决秋审死刑人犯之处，此称“懋勤殿勾到”，每年秋谳，刑科覆奏本上，皇帝御懋勤殿亲阅招册，内阁大学士、学士、刑部堂官在此面承谕旨。[10]
- 批本处：懋勤殿南侧西庑三间，门向东开在明间。室内曾有康熙帝御题“慎几微”匾额。批本处是清朝政务文书中转机构，隶属内阁。各中央机关报请皇帝批示的文件，经内阁票拟，送到批本处，再进呈给皇帝。皇帝批示后，交回批本处，批本处转送内阁，内阁大学士恭录御旨发下。批本处办事人员为满人中书、满人翰林。[10]
- 月华门：批本处南侧，内奏事处北侧，门向西开。门外即西一长街。[10]
- 内奏事处（内奏事房）：月华门南侧西庑三间，门向东开在明间。每天，外奏事处（设在乾清门外东侧的值房内）的值班官接收百官的奏折，交到内奏事处。内奏事处的太监再将奏折上交皇帝。内奏事处的办事人员全是太监。[10]
- 南书房：西庑最南一间及敬事房西侧南庑四间，门向北开在南庑自西向东第二间，门前有台阶。原为康熙帝读书处，俗称“南斋”。康熙十六年（1677年）始设为南书房，命侍讲学士张英﹑内阁学士衔高士奇入值，南书房成为内廷词臣直庐。[10]
- 敬事房（宫殿监办事处）：乾清门西侧南庑三间，门向北开在西梢间。房内曾有康熙帝御题“敬事房”匾额。此处即宫内太监总管、副总管的办公处，也是太监总署，隶属内务府。[10]

乾清宫西庑于2006年开始举办常设展览“天子万年——清代万寿庆典展”，2011年关闭，经过三年重新布展，于2014年1月8日再度对观众开放。重新布展后，展览结构基本不变，由“寿与天齐”、“张筵奉觞”、“衢歌巷舞”、“珍奇荟萃”四部分组成。